# A Man with a Horn
A Man with a Horn è un album di Lou Donaldson, pubblicato dalla Blue Note Records nel 1999. Il disco fu registrato al Rudy Van Gelder Studio a Englewood Cliffs, New Jersey (Stati Uniti).
Il brano 02 sul CD è indicato col titolo Hipty Hop mentre in altre liste è riportato come Hippity Hop, così come il celebre brano di Carmichael e Parish alcune volte è riportato Stardust e altre Star Dust.

## Tracce
1. Misty – 8:30 (Johnny Burke, Erroll Garner) – Registrato il 25 settembre 1961
2. Hipty Hop – 5:44 (Lou Donaldson) – Registrato il 7 giugno del 1963
3. Please – 6:07 (Ralph Rainger, Lee Robin) – Registrato il 25 settembre 1961
4. My Melancholy Baby – 6:29 (Ernie Burnett, George Norton) – Registrato il 7 giugno del 1963
5. Man with a Horn – 5:47 (Eddie DeLange, Jack Jenney, Bonnie Lake) – Registrato il 25 settembre 1961
6. Cherry Pink and Apple Blossom White – 4:22 (Mack David) – Registrato il 7 giugno del 1963
7. Prisoner of Love – 5:10 (Russ Columbo, Clarence Gaskill, Leo Robin) – Registrato il 25 settembre 1961
8. Soul Meetin' – 7:11 (Lou Donaldson) – Registrato il 7 giugno del 1963
9. Star Dust – 6:11 (Hoagy Carmichael, Mitchell Parish) – Registrato il 25 settembre 1961

## Musicisti
Lou Donaldson Quartet
Brani 01, 03, 05, 07 & 09
- Lou Donaldson - sassofono alto
- Jack McDuff - organo
- Grant Green - chitarra
- Joe Dukes - batteria

Lou Donaldson Quintet
Brano 02, 04, 06 & 08
- Lou Donaldson - sassofono alto
- Irvin Stokes - tromba
- "Big" John Patton - organo
- Grant Green - chitarra
- Ben Dixon - batteria